# Hermann Grab
Hermann Johann Grab (geboren 6. Mai 1903 in Prag; gestorben 2. August 1949 in New York) war ein deutschsprachiger böhmischer Schriftsteller und Musiker. Sein voller Name lautete Hermann Johann Ritter Grab von Hermannswörth (tschechisch Heřman rytíř Grab z Hermannswörthu).

## Leben

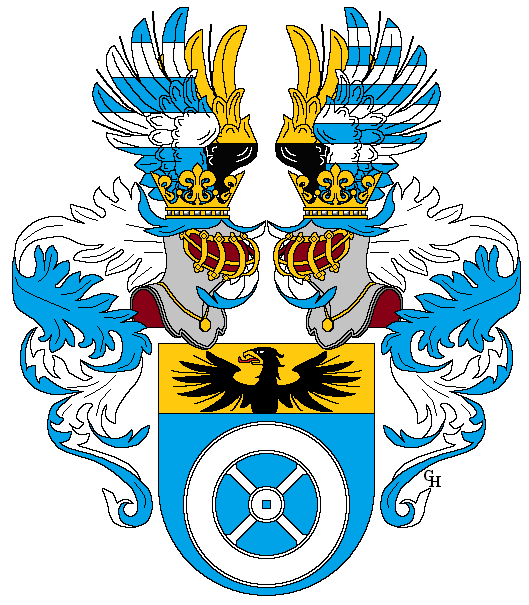
Wappen der Familie Grab von Hermannswörth, verliehen 1915.

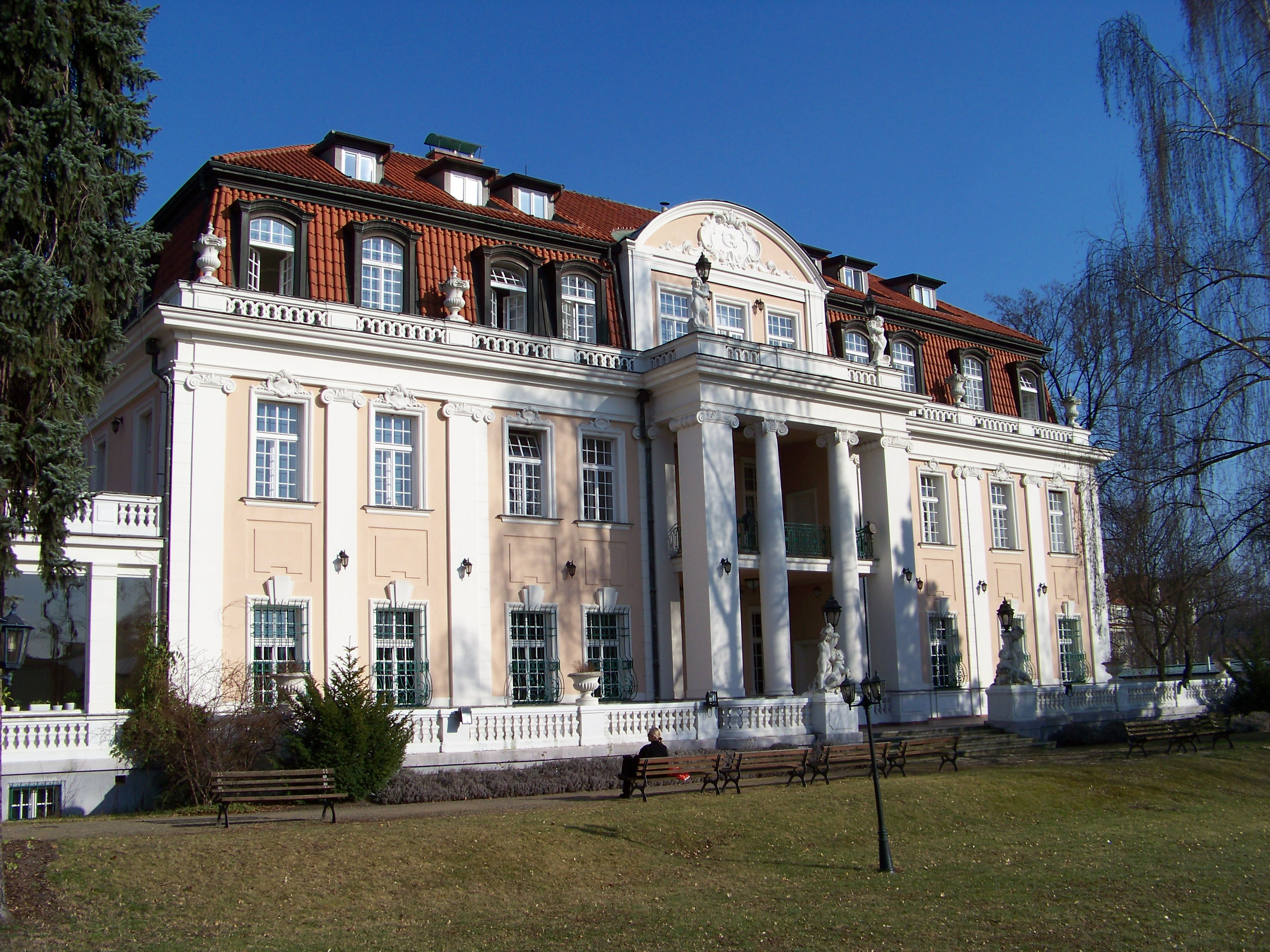
Die Villa Grab (Košinka) in Prag

Grab entstammte einer jüdischen Prager Familie, die, reich geworden, zum Katholizismus konvertierte und 1915 mit Emanuel Grab (1868–1929) von Kaiser Franz Josef I. für kulturelle Mäzenatentätigkeit mit Prädikat „von Hermannswörth“ in den erblichen österreichischen Ritterstand erhoben wurde. In ihrer Villa Koschinka (Košinka) im Prager Stadtteil Libeň waren sowohl Richard Strauss wie Theodor W. Adorno, mit dem Grab eng befreundet war, häufige Gäste. Grab besuchte das deutschsprachige Gymnasium Na Příkopech (Grabengymnasium) und zeigte bereits als Kind seine musikalische Begabung. Er studierte Philosophie und Musik in Prag, Wien, Berlin und Heidelberg; beeinflusst durch die Philosophie Max Schelers, promovierte er mit einer Arbeit „Der Begriff des Rationalen in der Soziologie Max Webers. Ein Beitrag zu den Problemen der philosophischen Grundlegung der Sozialwissenschaft“ bei Gottfried Salomon-Delatour in Heidelberg. Grab erwarb „nebenbei“ den juristischen Doktortitel und arbeitete ein Jahr lang halbtags in einer Anwaltskanzlei, um unabhängig von seinem Vater zu sein. Tatsächlich machte er jedoch Musik zu seinem „Brotberuf“, zunächst als Musikkritiker der Prager Tageszeitung „Montagsblatt“ und Musiklehrer, dann auch als Pianist. Er war befreundet mit Rudolf Serkin und George Szell, als Mitglied der Internationalen Gesellschaft für neue Musik stand er auch dem Kreis um Arnold Schönberg nahe.
Grab, der seine Biographie „skandalös uninteressant“ nannte, verließ Prag buchstäblich im letzten Augenblick, im Februar 1939 – im März marschierten die Deutschen in die Tschechoslowakei ein –, und begab sich mit drei historischen Klavierinstrumenten nach Paris zu einem Konzert, um dann dort ein Exil zu finden. Dadurch blieb ihm das Schicksal seiner Mutter und Großmutter erspart, die in deutschen Vernichtungslagern umkamen. Beim Zusammenbruch Frankreichs konnte Grab nach Portugal entkommen, von wo er fünf Monate später in die USA einreisen durfte. In New York hatte er eine Lehrstelle für Klavier am renommierten Mannes College of Music inne. Nach dreijähriger schwerer Krankheit starb Grab 1949 in New York an Krebs.
Das literarische Œuvre Hermann Grabs ist wenig umfangreich, es umfasst im Wesentlichen nur den 1932 geschriebenen, 1935 zuerst veröffentlichten Roman „Der Stadtpark“ sowie die posthum 1957 in Wien erschienenen sieben Erzählungen des Bandes „Hochzeit in Brooklyn“. Der kurze Roman, die liebevoll-ironische Geschichte einer Kindheit zur Zeit des Ersten Weltkriegs, stellt eine der frühesten und bedeutendsten Proust-Adaptationen in der deutschsprachigen Literatur dar. Der Roman spielt nicht nur in Prag, sondern handelt auch von der Stadt selber. Die späten, „planvoll beschädigten Novellen“, wie der Freund Adorno sie nannte, gelten den Erfahrungen mit dem Nationalsozialismus und dem Leben in der Emigration; in ihnen habe Grab „als gepflegter und nuancierter Schriftsteller aufs Anorganische, Brüchige, Unmenschliche zögernd sich eingelassen“, wie Adorno weiter schrieb: „Der Autor lyrischer Prosa beugte sich der Last des Grauens, unbekümmert um die eigene Anlage und Vorgeschichte. Seine Stärke war das Bewußtsein der Schwäche. […] Zuletzt dachte er an einen großen Roman, der den hektischen Aufstieg einer jüdischen Bankiersfamilie und ihren Untergang in Polen hätte darstellen sollen und etwas wie den Archetypus der Gesellschaft zwischen den beiden Kriegen geben. Die Ausführung ward ihm versagt.“ Die Proustrezeption Grabs zeichnet sich besonders dadurch aus, dass dieser die „Suche nach der verlorenen Zeit“ erstmal in einen jüdischen Erfahrungskontext einordnet. Angesichts der eigenen Verfolgungserfahrungen las er die Figuren des Charles Swann und des Albert Bloch als zwei unterschiedliche Ausformungen des Strebens nach Anerkennung durch die Mehrheitsgesellschaft. Das jüdische Erleben gleichzeitiger Ex- und Inklusion habe sich auch auf die ästhetische Gestaltung des Werks ausgewirkt, insofern dessen Perspektive beobachtend und teilnehmend zugleich sei.

## Werke
- Der Begriff des Rationalen in der Soziologie Max Webers. Ein Beitrag zu den Problemen der philosophischen Grundlegung der Sozialwissenschaft. Braun, Karlsruhe 1927 (Zugleich Heidelberg Univ. Diss. 1927).
- Hochzeit in Brooklyn. Sieben Erzählungen. Verlag Neue Kritik, Frankfurt/M. 1995, ISBN 3-8015-0284-8.
- Der Stadtpark. Roman. Wien-Leipzig, Zeitbild 1935. Neue Ausgabe: Verlag Neue Kritik, Frankfurt/M. 1996, ISBN 3-8015-0299-6.
- Der Stadtpark und andere Erzählungen. Fischer, Frankfurt/M. 1985, ISBN 3-596-25951-7.